# 永井尚志
永井 尚志（ながい なおゆき／ながい なおむね）は、幕末の武士（旗本）。

## 生涯
文化13年（1816年）11月3日、三河国奥殿藩5代藩主・松平乗尹とその側室の間に生まれた。幼名を岩之丞、号を介堂といった。父の晩年に生まれた息子で、既に家督は養子の乗羨に譲っていたことから、25歳のころに旗本の永井尚徳の養子となった。
嘉永6年（1853年）、目付として幕府から登用される。安政元年（1854年）には長崎海軍伝習所の総監理（所長）として長崎に赴き、長崎製鉄所の創設に着手するなど活躍した。幕府は、長崎に続いて、江戸の築地にあった講武所の中にも海軍教育部門を設けることにし、1857年（安政4年）に総監の永井尚志を始め、長崎海軍伝習所の学生の一部が築地の教員となるべく蒸気船「観光丸」で江戸に移動し、1857年5月4日（安政4年4月11日）に講武所内に軍艦教授所（後の軍艦操練所）が開かれた。安政5年（1858年）にそれまでの功績を賞されて、岩瀬忠震と共に外国奉行に任じられた。そしてロシア、イギリス、フランスとの交渉を務め、通商条約調印を行なった。その功績で軍艦奉行に転進したが、直後の将軍後継者争いで一橋慶喜を支持する一橋派に組したため、南紀派の大老・井伊直弼によって罷免され、失脚した。
直弼没後の文久2年（1862年）、京都町奉行として復帰し、元治元年（1864年）には大目付となる。文久3年（1863年）の八月十八日の政変、元治元年（1864年）7月19日の禁門の変では幕府側の使者として朝廷と交渉するなど、交渉能力で手腕を発揮した。慶応3年（1867年）には若年寄にまで出世する。大政奉還においても交渉能力を発揮した。鳥羽・伏見の戦い後は慶喜に従って江戸へ戻り、徳川家の駿府転封が決まった後は榎本武揚と行動を共にして蝦夷地へ渡り、「蝦夷共和国」の箱館奉行に就任した。しかし、旧幕府軍は半年あまりの戦いの末、明治2年5月に降伏した。
明治5年（1872年）、明治政府に出仕し、開拓使御用係、左院小議官を経て、明治8年（1875年）に元老院権大書記官に任じられた。
明治24年（1891年）7月1日に死去した。享年76。

### 年譜
※日付は明治5年（1872年）までは旧暦
- 文化15年（1818年）5月13日 - 父・松平乗尹死亡のため、江戸麻布藩邸にて藩主の義兄松平乗羨のもとで養育される。
- 天保11年（1840年）- 旗本2,000石・永井尚徳の養子となる。幼名・岩之丞はそれまで通り称す。
- 弘化4年（1847年）4月16日 - 小姓組番士となる。
- 嘉永元年（1848年）- 昌平坂学問所学問吟味に合格。
- 嘉永4年（1851年）2月 - 甲府徽典館学頭となる。
- 嘉永6年（1853年）
  - 7月20日 - 十番小姓組番頭・牧野筑後守忠直組進物番士より二番徒頭に異動。
  - 10月8日 - 目付に異動し、海防掛を兼帯し、砲台普請・大砲製鋳等を併せて担当する。
  - 11月7日 - 布衣に遇せられる。
- 嘉永7年（1854年）4月5日 - 肥前国長崎駐在。
- 安政2年（1855年）
  - 7月29日 - 長崎海軍伝習所総取締を兼帯。
  - 11月19日 - 従五位下・玄蕃頭に叙任。
- 安政4年（1857年）
  - 5月 - 江戸に帰府。
  - 12月3日 - 勘定奉行（勝手掛）に異動。江戸詰にて長崎御用を兼帯す。
- 安政5年（1858年）7月29日 - 外国奉行に異動。
- 安政6年（1859年）
  - 2月24日 - 軍艦奉行に異動。
  - 8月27日 - 軍艦奉行を罷免され、隠居差控の処分を受ける。
- 文久2年（1862年）
  - 7月5日 - 軍艦操練所御用となる。前年9月4日より田沼意尊が若年寄となっており、旗本管轄の若年寄の官職名と同一であることから内規に倣い、主水正（実父・松平乗尹が藩主時代に任官していた）に遷任。
  - 5月7日 - 京都東町奉行に異動。
- 元治元年（1864年）
  - 2月9日 - 大目付に異動。
  - 6月23日 - 宗門改を兼帯。
- 元治2年（1865年）1月11日 - 大目付を免じ、寄合となる。
  - 改元して慶応元年10月4日 - 再び大目付となる。
  - 10月27日 - 外国奉行と長州御用掛を兼帯。
- 慶応3年（1867年）
  - 2月3日 - 若年寄格に異動。前年10月24日に若年寄・田沼意尊が御役御免となっていたため、若年寄格への異動に伴い玄蕃頭に還任。
  - 11月15日（1867年12月10日） - 近江屋事件発生。
  - 12月15日 - 若年寄に異動。
- 慶応4年（1868年） 戊辰戦争
  - 1月10日 - 従五位下・玄蕃頭の官位を剥奪。
  - 2月9日 - 若年寄は御役御免。
  - 2月19日 - 逼塞処分を受ける。
  - 改元して明治元年12月 - 蝦夷島政府における箱館奉行となる。
- 明治2年（1869年）5月15日 - 降伏。
- 明治4年（1871年）1月6日 - 特赦により出獄。
- 明治5年（1872年）
  - 1月12日 - 開拓使御用掛となる。
  - 1月19日 - 左院少議官に異動。
  - 4月15日 - 正六位に叙位。
  - 10月8日 - 左院三等議官に異動。（官制改革による）
- 明治8年（1875年）
  - 4月14日 - 左院三等議官を免ず。
  - 7月12日 - 元老院権大書記官となる。
  - 12月7日 - 元老院権大書記官を免本官、位記返上[2]。
- 明治24年（1891年）7月1日 - 従五位に昇叙。同日、死亡。享年76。死後、正五位に叙せられる。法号：崇文院殿介堂月影大居士。墓所：東京都荒川区西日暮里の長久山本行寺

## 人物・逸話
- 幼いころから利発で読書が好きであったため師について経史を学び、独学で蘭学を修めた。泰西事情に通じていたという。その学才を伝えきいた永井能登守尚徳が、永井家の養子として迎えた。
- 長崎海軍伝習所では、勝麟太郎、矢田堀鴻、木下利義、榎本釜次郎、肥田浜五郎、他数十人を教えた。
- 戊辰戦争で幕府軍が敗れることを知っていたのに、最後まで忠誠を尽くして戦った忠臣として高く評価されている。また、旗本から若年寄に栄進したのは、異例のことである。一方、『越前藩小倉滞陣日記』によると、第一次征長戦争においては後から交渉に関わったにもかかわらず、毛利敬親を捕縛しさらし者にすることを主張し、交渉をまとめた征討総督の徳川慶勝らの面目を潰し、参謀の西郷隆盛に矛盾を指摘され論破されるという失態を犯しているという[3]ところからみて、政治的には旧態依然とした幕府中心主義から最後まで脱しきれなかった人物と見ることもできる。しかし、このような観点は表層的であり、永井の行動は長州藩の過激派を解体するプログラムに沿っており、寛典論を尾張藩との交渉において発言しているのは蘇峰の『国民史』でも明らかである。言い換えると役人らしく幕府の強硬派への釈明から薩摩の意見を容れるポーズを見せたというのが実相である。
- 戊辰戦争では、息子（養子）・岩之丞と共に品川を脱出し、函館の五稜郭に立て籠もり、共に戦った。
- 養子である永井岩之丞の長女・夏子は内務官僚の平岡定太郎に嫁ぎ、その孫が平岡公威、すなわち作家の三島由紀夫である。つまり尚志は三島の養高祖父にあたる。
- 尚志の子孫の集まる「桜木会」があり、年一度の親睦会が開かれ昭和45年（1970年）時には、270名の会員がいたという。三島由紀夫もその一員であり、親睦会に出席したこともあったという。
- 孫の永井亨（経済学博士）は祖父・尚志について、「監察史となって長崎に出張しましたときオランダ人を雇い入れ長崎に海軍伝習所をつくったのであります。（中略）長崎奉行と意見が合わないのを独断でオランダ人からいろいろの技術や材料を入れて、長崎の飽ノ浦という所へ造船所を作った。これがいまの三菱造船所の前身であります。（中略）そのうちだんだん用いられまして、海軍奉行あるいは軍艦奉行、外国奉行などいたしまして後に京都へ参り、京都で若年寄格にまでなりまして、守護職の松平容保（会津藩主）の下ではたらき、近藤勇、土方歳三以下の新撰組の面々にも人気があったと伝えられています」[4]と語っている。また、尚志の晩年については、「向島の岩瀬肥後守という、若くして死にましたが偉い人物がおりました。その人の別荘に入り、その親友の岩瀬を邸前に祭って死ぬまで祀をたたず、明治二十四年七月一日に七十六歳で死んでおります。私は数え年十四の年でしじゅう遊びに参っておりましたのでよく覚えております」[4]と語っている。
- 孫の大屋敦（元住友本社理事、日銀政策委員）は、「軍艦奉行として日本海軍の創設者であったゆえをもって、烏帽子に直垂といったいでたちの写真が、元の海軍記念館に飾られていたことを記憶している。（中略）そういう波乱に富んだ一生を送った祖父は、政治家というより、文人ともいうべき人であった。徳川慶喜公が大政奉還する際、その奏上文を草案した人として名を知られている。勝海舟なども詩友として祖父に兄事していたため、私の昔の家に、海舟のたくさんの遺墨のあったことを記憶している」[5]と語っている。
- 三島由紀夫は映画『人斬り』（監督・五社英雄）に薩摩藩士・田中新兵衛の役で出演した際のことを、友人・林房雄宛の書簡（1969年6月13日付）の中で、「明後日は大殺陣の撮影です。新兵衛が腹を切つたおかげで、不注意の咎で閉門を命ぜられた永井主水正の曾々孫が百年後、その新兵衛をやるのですから、先祖は墓の下で、目を白黒させてゐることでせう」と記している[6]。
- 田中新兵衛が姉小路公知暗殺の嫌疑で捕縛された時の京都町奉行は、永井尚志であったという。[7]

## 系譜
永井家
永井尚志系図
| 藤原鎌足 | 藤原鎌足 | 藤原鎌足 | 藤原鎌足 | 藤原鎌足 | 藤原鎌足 |  |  | 不比等   | 不比等   | 不比等   | 不比等   | 不比等   | 不比等   |  |  | 房前 | 房前 | 房前 | 房前 | 房前 | 房前 |  |  | （18代略） | （18代略） | （18代略） | （18代略） | （18代略） | （18代略） |  |  | 本多助秀 | 本多助秀 | 本多助秀 | 本多助秀 | 本多助秀 | 本多助秀 |  |  | （27代略） | （27代略） | （27代略） | （27代略） | （27代略） | （27代略） |  |  |
| 藤原鎌足 | 藤原鎌足 | 藤原鎌足 | 藤原鎌足 | 藤原鎌足 | 藤原鎌足 |  |  | 不比等   | 不比等   | 不比等   | 不比等   | 不比等   | 不比等   |  |  | 房前 | 房前 | 房前 | 房前 | 房前 | 房前 |  |  | （18代略） | （18代略） | （18代略） | （18代略） | （18代略） | （18代略） |  |  | 本多助秀 | 本多助秀 | 本多助秀 | 本多助秀 | 本多助秀 | 本多助秀 |  |  | （27代略） | （27代略） | （27代略） | （27代略） | （27代略） | （27代略） |  |  |
|          |          |          |          |          |          |  |  |          |          |          |          |          |          |  |  |      |      |      |      |      |      |  |  |            |            |            |            |            |            |  |  |          |          |          |          |          |          |  |  |            |            |            |            |            |            |  |  |
|          |          |          |          |          |          |  |  |          |          |          |          |          |          |  |  |      |      |      |      |      |      |  |  |            |            |            |            |            |            |  |  |          |          |          |          |          |          |  |  |            |            |            |            |            |            |  |  |
|          |          |          |          |          |          |  |  |          |          |          |          |          |          |  |  |      |      |      |      |      |      |  |  |            |            |            |            |            |            |  |  | 乗友     | 乗友     | 乗友     | 乗友     | 乗友     | 乗友     |  |  | 乗羨       | 乗羨       | 乗羨       | 乗羨       | 乗羨       | 乗羨       |  |  |
|          |          |          |          |          |          |  |  |          |          |          |          |          |          |  |  |      |      |      |      |      |      |  |  |            |            |            |            |            |            |  |  | 乗友     | 乗友     | 乗友     | 乗友     | 乗友     | 乗友     |  |  | 乗羨       | 乗羨       | 乗羨       | 乗羨       | 乗羨       | 乗羨       |  |  |
|          |          |          |          |          |          |  |  | 松平乗真 | 松平乗真 | 松平乗真 | 松平乗真 | 松平乗真 | 松平乗真 |  |  | 盈乗 | 盈乗 | 盈乗 | 盈乗 | 盈乗 | 盈乗 |  |  | 乗穏       | 乗穏       | 乗穏       | 乗穏       | 乗穏       | 乗穏       |  |  |          |          |          |          |          |          |  |  | 女         | 女         | 女         | 女         | 女         | 女         |  |  |
|          |          |          |          |          |          |  |  | 松平乗真 | 松平乗真 | 松平乗真 | 松平乗真 | 松平乗真 | 松平乗真 |  |  | 盈乗 | 盈乗 | 盈乗 | 盈乗 | 盈乗 | 盈乗 |  |  | 乗穏       | 乗穏       | 乗穏       | 乗穏       | 乗穏       | 乗穏       |  |  |          |          |          |          |          |          |  |  | 女         | 女         | 女         | 女         | 女         | 女         |  |  |
|          |          |          |          |          |          |  |  |          |          |          |          |          |          |  |  |      |      |      |      |      |      |  |  |            |            |            |            |            |            |  |  | 乗尹     | 乗尹     | 乗尹     | 乗尹     | 乗尹     | 乗尹     |  |  | 女         | 女         | 女         | 女         | 女         | 女         |  |  |
|          |          |          |          |          |          |  |  |          |          |          |          |          |          |  |  |      |      |      |      |      |      |  |  |            |            |            |            |            |            |  |  | 乗尹     | 乗尹     | 乗尹     | 乗尹     | 乗尹     | 乗尹     |  |  | 女         | 女         | 女         | 女         | 女         | 女         |  |  |
|          |          |          |          |          |          |  |  |          |          |          |          |          |          |  |  |      |      |      |      |      |      |  |  |            |            |            |            |            |            |  |  |          |          |          |          |          |          |  |  | 永井尚志   |            |            |            |            |            |  |  |
|          |          |          |          |          |          |  |  |          |          |          |          |          |          |  |  |      |      |      |      |      |      |  |  |            |            |            |            |            |            |  |  |          |          |          |          |          |          |  |  |            |            |            |            |            |            |  |  |

## 登場作品
- 新選組! (2004年 NHK大河ドラマ 演:佐藤B作)
- 新選組!! 土方歳三 最期の一日(2006年正月時代劇 演:佐藤B作)
- 龍馬伝 (2010年 NHK大河ドラマ 演:石橋蓮司)
- 青天を衝け（2021年、NHK大河ドラマ、演：中村靖日）
- 幕末相棒伝（2022年、NHK正月時代劇、演：杉本哲太）